# Aeropuerto de Mwanza
El Aeropuerto de Mwanza (en suajili: Uwanja wa Ndege wa Mwanza ; en inglés: Mwanza Airport) (IATA: MWZ, ICAO: HTMW) es un aeropuerto regional importante en el norte del país africano de Tanzania al servicio de la ciudad de Mwanza . Se encuentra cerca de las orillas del lago Victoria a unos 10 kilómetros ( 6.2 millas ) de la ciudad . Sirve como el principal centro de la compañía Auric Air y un centro secundario de  Precision Air.
Un salón de pasajeros se encuentra en construcción y tendrá una capacidad de 1 millón de pasajeros al año. Estaba previsto que entrará en funcionamiento en septiembre de 2014.

## Aerolíneas y destinos

### Pasajeros
| Aerolíneas       | Destinos                                                                           |
| ---------------- | ---------------------------------------------------------------------------------- |
| Air Tanzania     | Bukoba, Dar es-Salam, Kilimanjaro                                                  |
| Auric Air        | Bukoba, Kigali, Kigoma, Mpanda, Musoma, Rubondo                                    |
| Coastal Aviation | Arusha, Dar es-Salam, Kigali, Lago Manyara, Selous, Serengeti, Tarangire, Zanzíbar |
| Precision Air    | Bukoba, Dar es-Salam, Kilimanjaro, Nairobi–Jomo Kenyatta                           |

### Carga
| Aerolíneas         | Destinos              |
| ------------------ | --------------------- |
| Astral Aviation    | Nairobi-Jomo Kenyatta |
| Ethiopian Airlines | Adis Abeba            |
| RwandAir           | Bruselas              |